# Paratrichius siamicus
Paratrichius siamicus är en skalbaggsart som beskrevs av Krajcik 2008. Paratrichius siamicus ingår i släktet Paratrichius och familjen Cetoniidae. Inga underarter finns listade i Catalogue of Life.